# 전병조
전병조(田炳祚, 1964년 ~ , 대구광역시)는 KB투자증권의 대표이사 사장인 대한민국의 기업인, 금융인이다.

## 학력
- 대구고등학교 졸업
- 서울대학교 경제학과 졸업

## 경력
- 제29회 행정고시 합격
- 재정경제원 금융정책과 서기관
- 대통령비서실 행정관
- 기획재정부 본부국장
- NH투자증권 IB부문 전무
- KDB대우증권 IB부문 전무
- 대우증권 IB부문 대표 부사장
- KB투자증권 IB부문 대표 부사장
- KB투자증권 대표이사 사장